# Taddeo Gaddi (cardinale)
Taddeo Gaddi (Firenze, 22 gennaio 1520 – Abbazia di San Leonardo in Lama Volara, 22 dicembre 1561) è stato un cardinale e arcivescovo cattolico italiano.

## Biografia
Nacque il 22 gennaio 1520.
Papa Paolo IV lo elevò al rango di cardinale nel concistoro del 15 marzo 1557.
Morì il 22 dicembre 1561 all'età di 41 anni e fu sepolto a Firenze nella Cappella Gaddi della chiesa di Santa Maria Novella, davanti a suo zio, il cardinale Niccolò Gaddi.